# غاريث لويس
غاريث لويس (بالإنجليزية: Gareth Lewis)‏ هو كاتب سيناريو ومخرج بريطاني، ولد في 25 يناير 1973 في لندن في المملكة المتحدة.

## وصلات خارجية
- غاريث لويس على موقع IMDb (الإنجليزية)
- غاريث لويس على موقع ألو سيني (الفرنسية)
- غاريث لويس على موقع أول موفي (الإنجليزية)
- غاريث لويس على موقع قاعدة بيانات الفيلم (الإنجليزية)
- غاريث لويس على موقع كينوبويسك (الروسية)